# Laroy Månsson

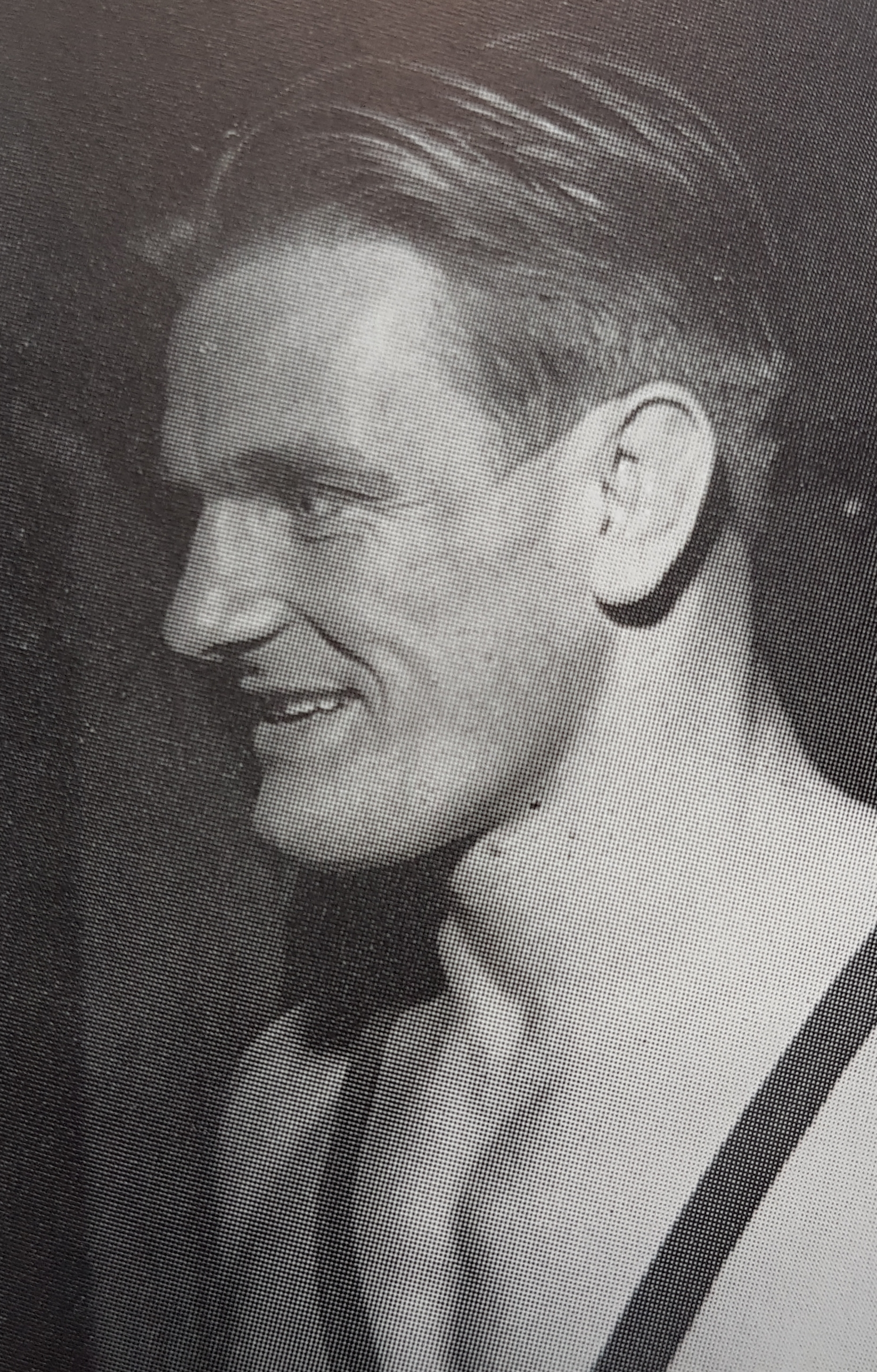
Laroy Månsson

Sixten Rudolf Laroy Månsson, född 22 augusti 1919 i Gumlösa, död 17 maj 1996 i Hyllie, var en svensk mästare i brottning och världsrekordstagare i segelflyg.
Månsson har som brottare blivit svensk mästare i grekisk-romersk brottning 74 kg klassen 1943 tävlande för BK Ore och 1950 tävlande för Klippans BK. Som segelflygare erövrade han Guld-C nummer 18 1950, samma år slog han Paul McCreadys världsrekord i returflygning, genom att flyga sträckan Ljungbyhed-Jönköping-Ljungbyhed en distans på 390 kilometer. Han genomförde flygningen samtidigt som VM i segelflyg pågick i Örebro, trots att han räknades till dåtidens bästa svenska segelflygare var han ej med i det svenska laget eftersom han inte fick chansen att kvala in via SM. Han tilldelades Rundturens guldmedalj 1950 för sina bedrifter i brottning och segelflyg.
Efter att han lämnade Flygvapnet startade han 1976 företaget Laroy Flyg AB genom att köpa ut flygverksamheten i Gullviks. Företagets verksamhet bestod då av spridning av konstgödsel från luften, senare utökades verksamheten med kalkspridning. Företaget såldes 1988 till Osterman Helicopter i Göteborg. Laroy Månsson är gravsatt i minneslunden på Limhamns kyrkogård i Malmö.